# Zhao Lijian
Zhao Lijian (chinês simplificado: 赵立坚, pinyin: Zhào Lìjiān; nascido em novembro de 1972) é um político chinês e o atual vice-diretor do Departamento de Informação do Ministério de Relações Exteriores da China. Ele é o 31º porta-voz desde que o cargo foi estabelecido em 1983. Ingressou no Serviço de Relações Exteriores em 1996 e atuou principalmente na Ásia. Zhao ganhou notoriedade durante seu período de trabalho no Paquistão por seu uso ativo do Twitter, uma rede social bloqueada na China. 

## Biografia
Zhao nasceu em Hebei em 10 de novembro de 1972. Ingressou no Departamento de Assuntos Asiáticos em 1996. Obteve um mestrado em políticas públicas pelo Instituto de Desenvolvimento da Coreia em 2005. Em 2009, passou a ser secretário da Embaixada da China em Washington, D.C.. Em 2013, foi chamado de volta ao Departamento de Assuntos Asiáticos. De 2015 a agosto de 2019, atuou como conselheiro e conselheiro da Embaixada da China no Paquistão. 
Zhao ficou conhecido por seu uso frequente do Twitter para criticar os Estados Unidos, inclusive em tópicos como questões raciais e a política externa dos Estados Unidos no Oriente Médio. Em julho de 2019, se envolveu em uma disputa contenciosa com Susan Rice, ex-assessora de segurança nacional do presidente Barack Obama, sobre o internamento em massa de uigures na China em Xinjiang. Susan Rice o chamou de "desgraça racista" e a disputa elevou o perfil de Zhao em Pequim.
Ele é vice-diretor do Departamento de Informação do Ministério das Relações Exteriores da República Popular da China desde agosto de 2019. 

### COVID-19
Em uma conferência de imprensa em março de 2020, Zhao disse que "ainda não foi alcançada nenhuma conclusão sobre a origem do vírus, uma vez que trabalhos de rastreamento relevantes ainda estão em andamento". No Twitter, Zhao condenou o secretário de Estado dos EUA, Mike Pompeo, por usar o termo "vírus Wuhan" e compartilhou postagens de americanos que acusavam osrepublicanos de racismo e xenofobia. 
 

Em março, Zhao promoveu a teoria da conspiração de que os militares dos Estados Unidos poderiam ter levado o novo coronavírus para a China. Em 12 de março, Zhao postou, primeiro em inglês e separadamente em chinês: 
 Quando começou o paciente zero nos EUA? Quantas pessoas estão infectadas? Quais são os nomes dos hospitais? Pode ser o exército dos EUA que trouxe a epidemia para Wuhan. Sejam transparentes! Torne, públicos seus dados! Os EUA nos devem uma explicação!  
 Zhao acompanhou seu post com um vídeo de Robert Redfield, diretor do Centro de Controle e Prevenção de Doenças dos EUA, dirigindo-se a um comitê do Congresso dos EUA em 11 de março. Redfield disse que alguns americanos que aparentemente morreram de gripe tiveram um resultado positivo no novo coronavírus. Redfield não disse quando essas pessoas morreram ou em que período. 
Em 13 de março, Zhao incitou seus seguidores a compartilhar uma alegação de um site de conspiração de que a doença se originou nos EUA. Aparentemente, a alegação estava ligada à participação dos Estados Unidos nos Jogos Mundiais Militares de 2019, realizados em Wuhan, em outubro, bem antes de qualquer surto relatado. A postagem de Zhao direcionava a um a um artigo do Center for Research on Globalization . O BuzzFeed News informou que, no artigo, "Larry Romanoff, um escritor regular do site que publicou um monte de informações erradas sobre o coronavírus, cita um estudo chinês, coberto pelo Global Times, que alegou que o vírus começou no final de novembro em outro lugar que não Wuhan. " 
O Departamento de Estado dos EUA convocou o embaixador chinês Cui Tiankai em 13 de março para questionar sobre os comentários de Zhao. Durante uma entrevista no Axios na HBO, Cui se distanciou dos comentários de Zhao e disse que especular sobre a origem do vírus era "prejudicial". 

Em abril de 2020, Zhao defendeu suas postagens, dizendo que eram "uma reação a alguns políticos dos EUA que estigmatizaram a China há pouco tempo".